# Muntschildpadtor
De muntschildpadtor (Cassida viridis) is een keversoort uit de familie bladkevers (Chrysomelidae). De wetenschappelijke naam van de soort werd in 1758 gepubliceerd door Carl Linnaeus.

## Kenmerken
De lengte van een volwassen tor ligt tussen de 7 en 10 mm. Hij zal zich dood houden bij aanraking.

## Verspreidingsgebied
Leeft op vochtige grond op lipbloemigen.